# 1994 Голяма награда на Монако
1994 Голяма награда на Монако е 41-вото за Голямата награда на Монако и четвърти кръг от сезон 1994 във Формула 1, провежда се на 1 май 1994 година по улиците на Монте Карло, Монако.

## Репортаж
По нареждане на ФИА първите две стартови позиции са оставени празни и са оцветени в цветовете от знамената на Бразилия и на Австрия заради фаталните инциденти на Айртон Сена и Роланд Ратценбергер по време на 1994 Голяма награда на Сан Марино.
По време на първата тренировка в четвъртък, Карл Вендлингер имаше тежък инцидент на шикана Новел. Пилотът на Заубер се удари в предпазната стена с около 280 км/ч. Австриецът изпадна в кома, което притесни целия му отбор, като накрая решиха да се оттеглят от по-нататъчно участие.
По време на пресконференцията от ФИА обявиха нови правила от ГП на Испания нататък, относно болидите да бъдат по-безопасни. Тези нововъведения включително намалянето на притискането с 15%, по-големи кокпитове на болидите, премахването на въздушните кутии и използване на бензинова попма всеки ден. Движението в пит-лейна е променено като пилотите трябват да карат с 80 км/ч.
Михаел Шумахер за първи път е на пол позиция с време 1:18.560, заедно с Мика Хакинен за когото това е най-добрата му позиция в квалификация. Герхард Бергер и Деймън Хил заемат втората редица, следвайки от завърналия се след контузия по врата Жан Алези, двата Футуърк-а на Кристиан Фитипалди и Джани Морбидели и Мартин Брандъл.
На старта Деймън Хил се удари с Макларън-а на Мика Хакинен преди завоя Сент Девот. Финландецът отпадна на място докато Хил продължи за няколко завоя преди и той да отпадне със счупено окачване. Джани Морбидели и Пиерлуиджи Мартини също се удариха и отпаднаха на старта. В края на първата обиколка Шумахер води с 3.7 секунди пред Герхард Бергер, следвани от Алези, Фитипалди, Брандъл, Марк Блъндел, Укио Катаяма и Микеле Алборето. Фитипалди притискаше Алези за трета позиция за една трета от състезанието. Ерик Комас водеше битка с Джони Хърбърт, Андреа де Чезарис, съотборника си Оливие Берета и Джей Джей Лехто по-назад в колоната. Малко по-късно Алези се отдалечи от Фитипалди, който е преследван от Макларън-а на Мартин Брандъл. Британецът спря в 20-а обиколка за смяна на гуми и презареждане на гориво за осем секунди и излезе пред Минарди-то на Микеле Алборето. Лидерът на състезанието Михаел Шумахер и Герхард Бергер също спряха при своите механици, като австриеца се озова зад Футуърк-а на Фитипалди. Вторият в състезанието Алези спря за около 10 секунди заедно с Фитипалди, който също спря при своите механици. След 34 обиколки класирането е Шумахер, Бергер, Брандъл, Алези, Фитипалди, Алборето, де Чезарис и Блъндел. Лижие-рът на Ерик Бернард се завъртя след изхода от тунела след като е зад съотборника си Оливие Панис на 16-а позиция. В 40-а обиколка Тирел-ът на Блъндел остави масло по трасето след като отпадна с повреда на своята Ямаха на Сент Девот. Бергер имаше късмета да продължи, след като настъпи маслото от Тирел-а на британеца. Той загуби време за да се върне на трасето което даде шанс на Мартин Брандъл да мине пред Ферари-то за втора позиция. Фитипалди също отпадна от състезанието с повреда по скоростната кутия в 47-а обиколка. Брандъл спря за втори път в бокса давайки втората позиция обратно на Бергер преди и той да спре в бокса на 51-ва. С пит-стопа на Алези 4-та позиция е вече притежание на Джордан-а на Андреа де Чезарис, запазвайки позицията си до края на състезанието. Шумахер имаше огромна преднина пред Брандъл което означава сигурна победа и до финала разликата е 37 секунди. Бергер завърши 3-ти с обиколката на лидера а от де Чезарис нататък с обиколка или повече от победителя.
За Шумахер това е 4-та поредна победа и 6-а в неговата кариера, както и постигайки пол-позиция, най-бърза обиколка и победа в състазанието и първия пилот печелейки ГП на Монако различен от Ален Прост и Аертон Сена които доминираха в Монако от 1984 насам.

## Класиране

### Състезание
| Поз | No | Пилот                | Конструктор       | Обиколки | Време/Отпадане | Място | Точки |
| --- | -- | -------------------- | ----------------- | -------- | -------------- | ----- | ----- |
| 1   | 5  | Михаел Шумахер       | Бенетон-Форд      | 78       | 1:49:55.3      | 1     | 10    |
| 2   | 8  | Мартин Брандъл       | Макларън-Пежо     | 78       | +37.278        | 8     | 6     |
| 3   | 28 | Герхард Бергер       | Ферари            | 78       | +1:16.824      | 3     | 4     |
| 4   | 15 | Андреа де Чезарис    | Джордан-Харт      | 77       | +1 Об.         | 14    | 3     |
| 5   | 27 | Жан Алези            | Ферари            | 77       | +1 Об.         | 5     | 2     |
| 6   | 24 | Микеле Алборето      | Минарди-Форд      | 77       | +1 Об.         | 12    | 1     |
| 7   | 6  | Джей Джей Лехто      | Бенетон-Форд      | 77       | +1 Об.         | 17    |       |
| 8   | 19 | Оливие Берета        | Ларус-Форд        | 76       | +2 Об.         | 18    |       |
| 9   | 26 | Оливие Панис         | Лижие-Рено        | 76       | +2 Об.         | 20    |       |
| 10  | 20 | Ерик Комас           | Ларус-Форд        | 75       | +3 Об.         | 13    |       |
| 11  | 11 | Педро Лами           | Лотус-Муген-Хонда | 73       | +5 Об.         | 19    |       |
| Отп | 12 | Джони Хърбърт        | Лотус-Муген-Хонда | 68       | Ск.кутия       | 16    |       |
| Отп | 33 | Пол Белмондо         | Пасифик-Илмор     | 53       | Телесен        | 24    |       |
| Отп | 34 | Бертран Гашо         | Пасифик-Илмор     | 49       | Ск.кутия       | 23    |       |
| Отп | 9  | Кристиан Фитипалди   | Футуърк-Форд      | 47       | Ск.кутия       | 6     |       |
| Отп | 31 | Дейвид Брабам        | Симтек-Форд       | 45       | Двигател       | 22    |       |
| Отп | 4  | Марк Блъндел         | Тирел-Ямаха       | 40       | Двигател       | 10    |       |
| Отп | 3  | Укио Катаяма         | Тирел-Ямаха       | 38       | Ск.кутия       | 11    |       |
| Отп | 25 | Ерик Бернард         | Лижие-Рено        | 34       | Завъртане      | 21    |       |
| Отп | 14 | Рубенс Барикело      | Джордан-Харт      | 27       | Електроника    | 15    |       |
| Отп | 7  | Мика Хакинен         | Макларън-Пежо     | 0        | Инцидент       | 2     |       |
| Отп | 0  | Деймън Хил           | Уилямс-Рено       | 0        | Инцидент       | 4     |       |
| Отп | 10 | Джани Морбидели      | Футуърк-Форд      | 0        | Инцидент       | 7     |       |
| Отп | 23 | Пиерлуиджи Мартини   | Минарди-Форд      | 0        | Инцидент       | 9     |       |
| Отк | 30 | Хайнц-Харалд Френцен | Заубер-Мерцедес   |          | Отказване      |       |       |
| Отк | 29 | Карл Вендлингер      | Заубер-Мерцедес   |          | Контузен       |       |       |

## Класирането след състезанието
| Поз | Пилот           | Точки |
| --- | --------------- | ----- |
| 1   | Михаел Шумахер  | 40    |
| 2   | Герхард Бергер  | 10    |
| 3   | Деймън Хил      | 7     |
| 4   | Рубенс Барикело | 7     |
| 5   | Мартин Брандъл  | 6     |
| 6   | Никола Ларини   | 6     |
| 7   | Жан Алези       | 6     |
| 8   | Мика Хакинен    | 4     |

| Поз | Конструктор     | Точки |
| --- | --------------- | ----- |
| 1   | Бенетон-Форд    | 40    |
| 2   | Ферари          | 22    |
| 3   | Макларън-Пежо   | 10    |
| 4   | Джордан-Харт    | 10    |
| 5   | Уилямс-Рено     | 7     |
| 6   | Заубер-Мерцедес | 6     |
| 7   | Тирел-Ямаха     | 4     |
| 8   | Футуърк-Харт    | 3     |